# Torre de Vilanova dos Infantes

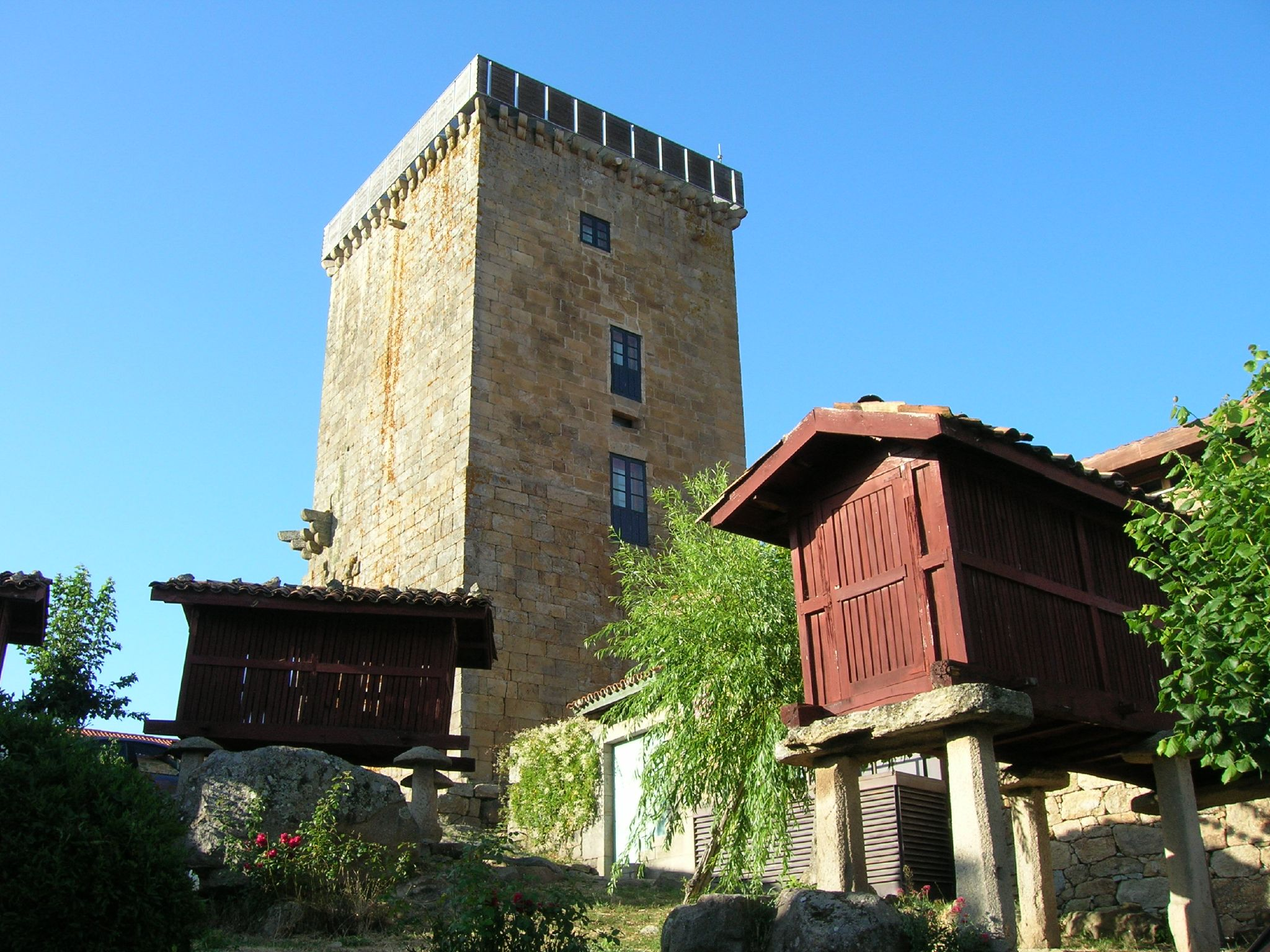
Torre de Vilanova dos Infantes, Espanha.

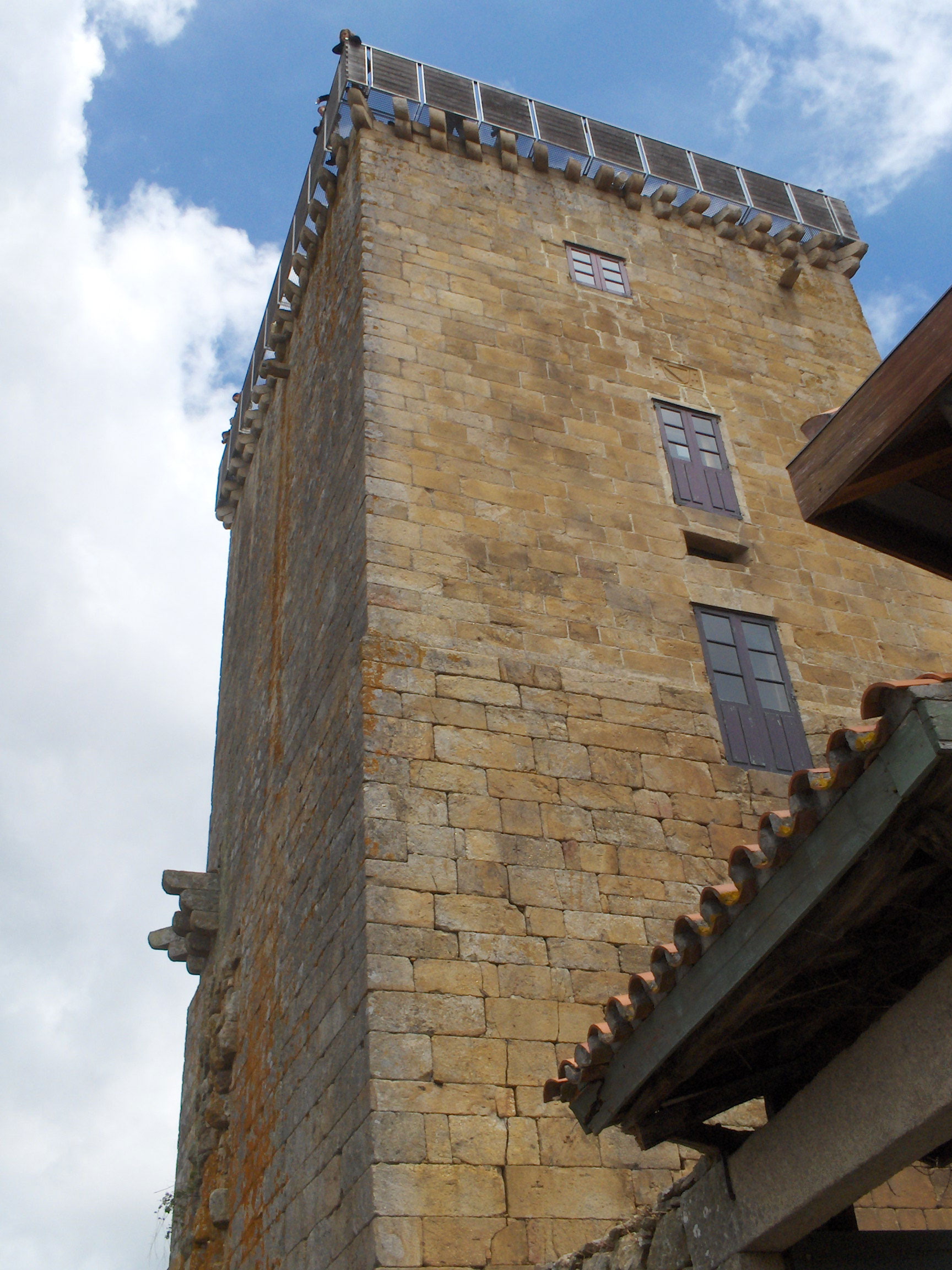
Torre de Vilanova dos Infantes, Espanha.

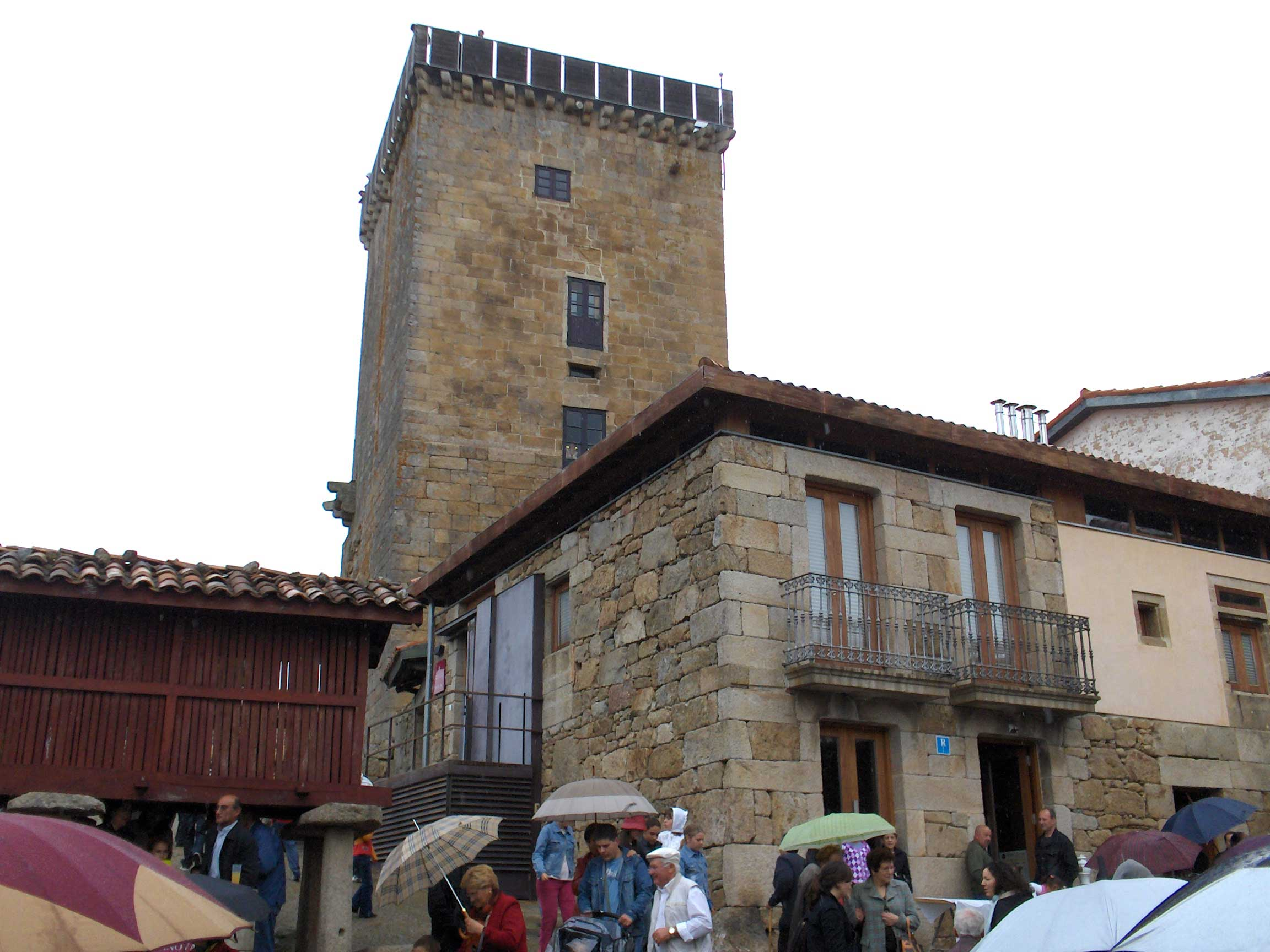
Torre de Vilanova dos Infantes, Espanha.

A Torre de Vilanova dos Infantes, também conhecida como Torre de Celanova, localiza-se no centro da povoação medieval de Vilanova dos Infantes, município de Celanova, na província de Ourense, comunidade autónoma da Galiza, na Espanha.

## História
Segundo a tradição, a origem da vila remonta a um mosteiro feminino, fundado em 940 por Ilduara, mãe de São Rosendo. Atualmente desaparecido, é provável que a ele tenham se recolhido as duas filhas do rei Afonso X de Leão e Castela.
No castelo habitariam os pais de São Rosendo por volta de 927, admitindo-se que tenham sido eles os seus construtores.
É fato que, durante o século XII, o castelo teve um papel de destaque durante as guerras com o Reino de Portugal.
Posteriormente, durante o convulsionado século XIV galego, os domínios da vila e seu castelo pertenciam a Fernando de Castro. Ao final da guerra civil entre Henrique II de Castela e Pedro I de Castela, este nobre, partidário do derrotado Pedro, perdeu estes e outros domínios para a família dos Biedma. Quando a linhagem dos Biedma entroncou com a dos Monterrei, o castelo ingressou no patrimônio desta poderosa família.
Em meados do século XV, este castelo contava-se entre as melhores praças-forte dos Monterrei, que tiveram que disputar com a família dos Lemos a sua posse.
Em 1467, durante a grande revolta irmandinha, a fortificação foi arrasada. Sufocada a revolta, os derrotados foram obrigados a reconstruí-la, contribuindo não apenas com a própria mão-de-obra, mas também com uma penalidade de 100 maravedis por cabeça.
No contexto da Guerra da Restauração Portuguesa, as suas defesas foram reforçadas por volta de 1645, embora não tenha vindo a ser afetado pelo conflito.
Do antigo castelo, apenas chegou em boas condições aos nossos dias a antiga torre de menagem, que se encontra protegida por Decreto de 22 de Abril de 1949.

## Características
O castelo assentava diretamente sobre a rocha-mãe, erguido em aparelho de granito, de boa lavra.
A torre apresenta planta quadrada, com mais de nove metros de lado e dezenove metros de altura. As paredes atingem dois metros de espessura. Embora não conserve mais as primitivas ameias salientes, ainda podem ser observados os cachorros que as sustinham.
A sua porta rasga-se a cinco metros de altura, acedida por uma escada moderna. No muro Norte abre-se, a maior altura, uma segunda porta em arco quebrado, formado por grandes aduelas. Esta segunda porta serviria de comunicação entre a torre e o corpo principal do castelo, primitivamente acedida por uma ponte levadiça sustentada por quatro mísulas triplas.
A torre ostenta uma pedra armorial com as armas dos Zúñiga.
Da muralha que protegia a vila conserva-se apenas um pequeno troço de três metros de espessura com aproximadamente seis de altura.